# Ясін Елґоррі
Ясін Елґоррі, також відомий як Елґо (фр. Yacine Elghorri)  — французький аніматор, ілюстратор, художник-розкадровщик, концептуальний дизайнер і художник коміксів. Він працював у Сполучених Штатах над такими фільмами та мультфільмами, як «Футурама», «Титан після загибелі Землі», «Еволюція», «Фантастична четвірка» та «Через стрічку Мебіуса». Він також брав участь у науково-фантастичному журналі коміксів Heavy Metal, створивши дві чорно-білі оповідання.

## Кар'єра
Елґо народився в Парижі, Франція. Після закінчення коледжу він пішов до кіношколи Школа іміджу Гобелінів (Париж), щоб вивчати анімацію. Зосереджуючись на концептуальному мистецтві та дизайні, Елґо працював над кількома телесеріалами (Флеш Гордон, Лакі Люк) і малював комікси для різних французьких журналів.
У 1996 році він переїхав до США, щоб працювати в кіноіндустрії. Він оселився в Лос-Анджелесі, де працював на студії Rich Animation, DreamWorks і Twentieth Century Fox. Елґо продовжив кар'єру художника коміксів, малюючи короткі оповідання для журналів Heavy Metal Magazine і Marvel Comics у номері Incredible Hulks 618. Він також працював концепт-дизайнером і художником розкадровки в кількох фільмах, телесеріалах і рекламних роликах, таких як: «Титан після загибелі Землі», «Еволюція» (з легендарним творцем спецефектів Філом Тіппетом), «Футурама» (сезон 1) і Seven Up.
Він також працював із письменником Жаном Дюфо над серією з трьох графічних романів під назвою «Медіна».
Його роботи включають співпрацю з такими легендарними художниками, як Алехандро Ходоровський та Філіп Дрюйє.
Зараз Елґо живе в Парижі, Франція.

### Комікси
- 'HEAVY METAL', 1999[3]
- 'GUNMAN', видання Carabas, 2005[3]
- 'BESTIAL', Дитяча книга, Carabas, 2006[3]
- 'FACTORY', серія з 3 випусків, Carabas, 2006—2009[3]
- 'MEDINA', серія з 3 випусків, Lombard, 2012—2015[3]

### Фільми та серіали
- Футурама[2]
- Титан після загибелі Землі[2]
- Еволюція